# Cutty Sark (uísque)
Cutty Sark é uma marca escocesa de uísque criada pela Berry Brothers & Rudd e que atualmente pertence a Edrington Group, cuja sede fica em Glasgow a menos de 10 milhas do local de nascimento do famoso navio clipper de mesmo nome, o Cutty Sark, em Dumbarton, no rio Clyde (Escócia).

## História

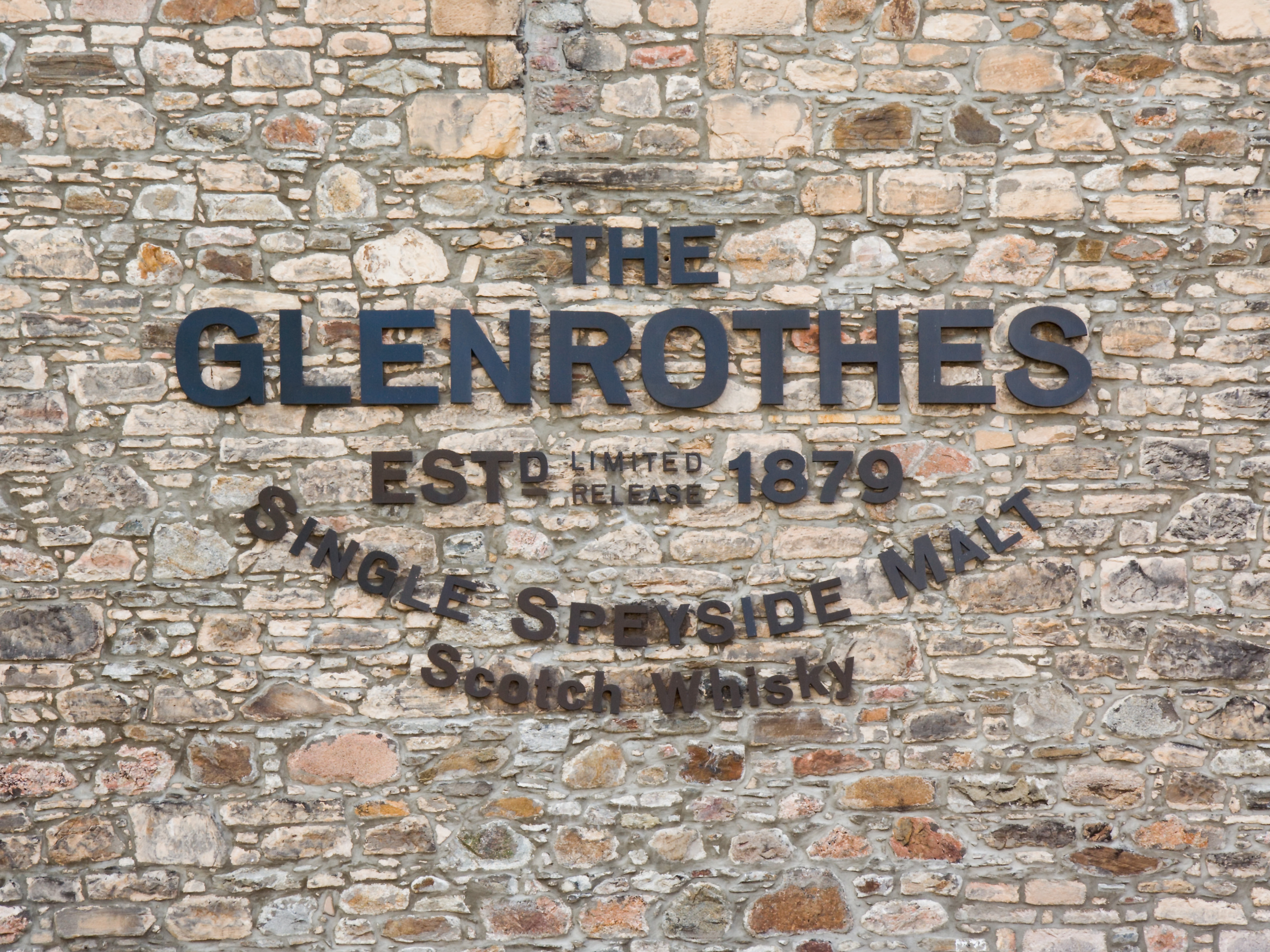
Destilaria The Glenrothes

A marca foi criada em 23 de março de 1923 quando Francis Berry e Hugh Rudd, um de seus sócios na empresa Berry Brothers & Rudd, fundada em 1698, decidiram produzir um uísque “melhor do que qualquer um que se pudesse comprar no mercado”. Assim nasceu Cutty Sark Blended Scotch Whisky, o blend na época tinha sua base na destilaria The Glenrothes na região de Speyside na Escócia.
A escolha do nome começou quando os sócios da Berry Brothers & Rudd, Francis Berry e Hugh Rudd, convidaram o artista escocês James McBey para um almoço. Na conversa, os sócios contaram como decidiram criar um novo estilo de blended whisky mais claro que os demais. McBey então sugeriu que o nome deveria ser "Cutty Sark" assim como o mais rápido e famoso veleiro escocês que transportava chá e que recentemente havia retornado para Londres.
O nome do veleiro Cutty Sark construído no rio Clyde, vem do termo da língua gaélica escocesa "cutty sark", (short shirt), que significa camisa curta, embora seja proeminentemente mencionada como saia curta, na passagem em que uma "bruxa vestida com saias curtas (“in a cutty sark”) que era mais rápida que o vento", no famoso poema de Robert Burns, "Tam o' Shanter".

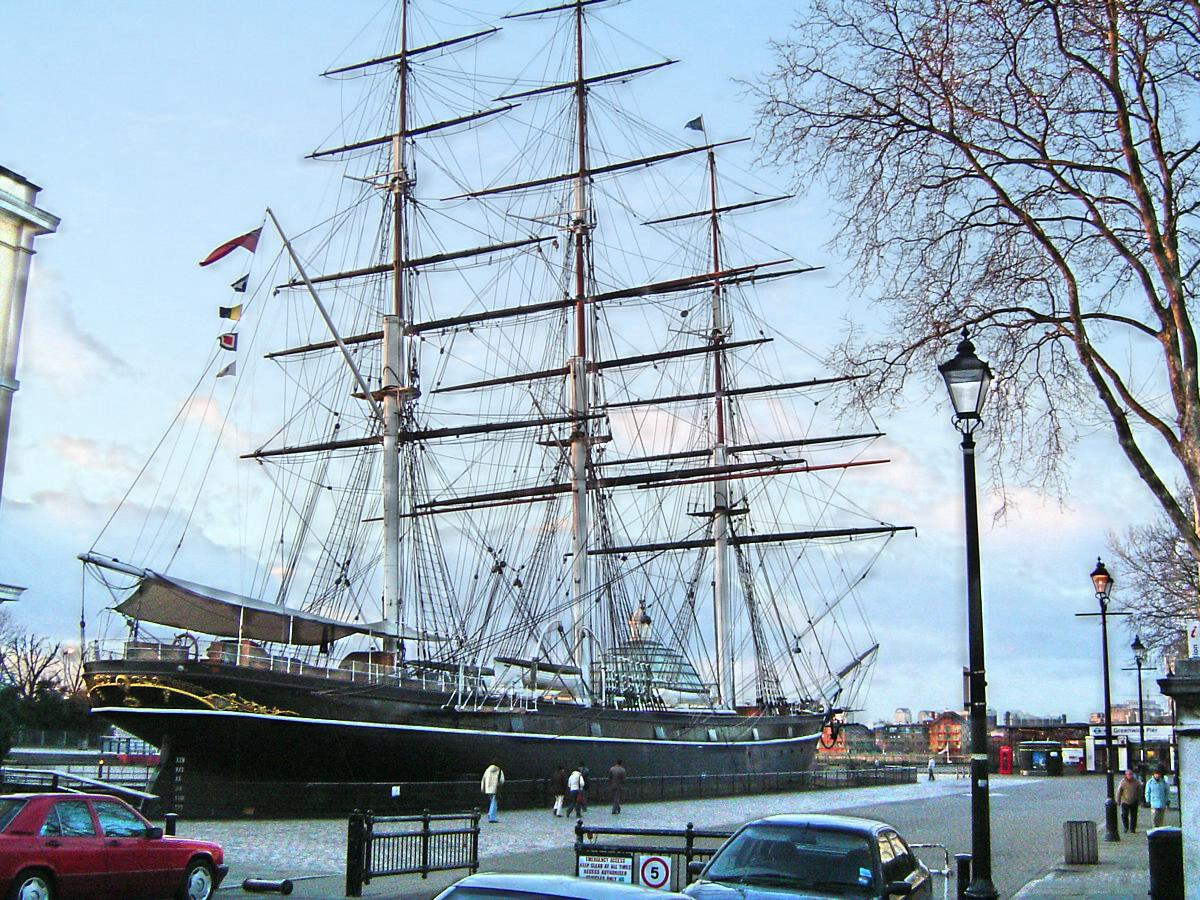
O Cutty Sark, ancorado em Greenwich, Londres, Inglaterra.

O desenho do veleiro Cutty Sark no rótulo das garrafas é uma obra do artista sueco especializado na pintura náutica Carl Georg August Wallin, e esta é provavelmente sua mais famosa pintura do navio. O rótulo foi pensado inicialmente para ter uma tonalidade amarela mais pálida, mas a gráfica enganou-se e a cor saiu muito mais forte. Apesar do engano, os fundadores da marca quiseram manter este tom forte e jovem por acharem que assim atingiriam o máximo da originalidade e genuinidade. Este desenho tem estado sobre as garrafas do uísque desde 1955.

## Originalidade
Cutty Sark chamou a atenção por ser o primeiro uísque de cor clara no mundo, e o primeiro a ser engarrafado numa garrafa tão original – verde com um rótulo amarelo vivo.

## Fabricação
A cor clara do uísque era conseguida naturalmente, após uma maturação mínima de 3 anos, através dos cascos de carvalho americano onde descansariam os diferentes uísques que o compõem. Aromático, com notas de baunilha e carvalho, Cutty Sark era suave e fresco ao paladar. As suaves notas de baunilha vinham da madeira dos barris onde era maturado, anteriormente utilizados para descansar xerez.
O seu suave equilíbrio era conseguido através do harmonioso “casamento dos uísques”, os quais voltariam a descansar em barris por uma segunda vez por durante 6 meses, antes do engarrafamento.

## Produtos
O membro mais popular da marca é o Cutty Sark Original Scots Whisky, ele é vendido em uma garrafa verde distinta, com uma etiqueta amarela. A marca inclui também outras blends, e premium blends, atualmente identificados pela idade do uísque mais jovem da mistura.[carece de fontes?]
Entre os produtos vendido atualmente destacam-se:
- Cutty Sark Blend 40% ABV - Single malt amadurecido predominantemente em cascos de carvalho americano.[9]
- Cutty Sark Storm 40% ABV - O blend inclui maltes envelhecidos de Highland Park, The Macallan e outras destilarias de renome.[10]
- Prohibition Edition 50% ABV (100 US PROOF) - Lançado nos anos 90, Cutty Sark Prohibition Edition foi feita como uma saudação ao notório capitão William McCoy, que contrabandeou Cutty Sark blended Scotch whisky nos Estados Unidos durante a Proibição  da Lei seca na década de 1920.[11]
- Cutty Sark Tam o’ Shanter 46.5% ABV - Uma nova variante do Cutty Sark 25 Year Old Blend nitidamente mais escura. O nome é uma homenagem ao poema Tam o' Shanter do poeta escocês Robert Burns, de onde se originou o nome do Clipper Cutty Sark e por sua vez o uísque de mesmo nome.[12]
- Cutty Sark Thirty-Three Year Old Art Deco Limited Edition 41.7% ABV - Inspirado no período Art Deco dos anos 1920 e início dos anos 1930. Momento em que  o Cutty Sark Blended Scotch Whisky encontrou seu caminho para a América, florescendo dentro da cultura cocktail emergente, e mudando a cara do uísque escocês para sempre.[13]

## Avaliações
Cutty Sark tem recebido críticas modestas de organizações internacionais para classificações de Spirits drinks. Em 2008, 2009, e 2011, por exemplo, o San Francisco World Spirits Competitions premiou o "Cutty Sark Blended Scotch" com medalhas de bronze em 2008 e 2011 e de prata em 2009. Enquanto a Beverage Testing Institute deu a "Cutty Sark" pontuações de modestos 85 e 87, em 2008 e 2011, respectivamente.

## Esportes
Desde 1956 é disputada anualmente uma regata que antigamente recebia o nome deste whisky, a Cutty Sark Tall Ships Race, organizado pela International Sail Training Association.
Entre 1973 e 2003, as corridas eram conhecidos como The Cutty Sark Tall Ships' Races, tendo sido patrocinado unicamente pelo uísque Cutty Sark. De 2004 a 2010, as corridas foram apoiadas pela cidade, província, e porto de Antuérpia. O patrocinador atual do agora chamado The Tall Ships' Races de 2010-2014 é a cidade de Szczecin na Polônia[carece de fontes?].

## Em Portugal
De 2001 a 2019 o Whisky foi distribuído em Portugal pela Sogrape.
A partir de janeiro de 2019 a Sogrape Distribuição transferiu os direitos de distribuição para a Companhia União dos Vinhos do Porto e Madeira, a empresa de distribuição do Grupo Gran Cruz em Portugal.
Este acordo surge após a aquisição ao grupo Edrington, em dezembro de 2018, da marca Cutty Sark Scotch Whisky pelos franceses da La Martiniquaise-Bardinet.
Em Portugal, a La Martiniquaise-Bardinet detém a subsidiária Gran Cruz, líder em exportações do vinho do Porto e que encabeça um grupo de oito empresas a operar no setor dos vinhos do Porto, do Douro e da Madeira e ainda na área do enoturismo.

## Outras leituras
- BUXTON, Ian - Cutty Sark: The Making of a Whisky Brand. Edimburgo: Birlinn Ltd, 2011.